# Granice wytrzymałości (film 1962)
Granice wytrzymałości (ang. Pressure Point) – amerykański dramat psychologiczny z 1962 roku w reżyserii Huberta Cornfielda. Ekranizacja opowiadania Roberta Lindnera pt. Destiny's Tot.

## Opis fabuły
Pewien starszy wiekiem, doświadczony psychiatra opowiada swojemu młodemu koledze po fachu o jednym ze swoich pierwszych doświadczeń zawodowych. Jako początkujący psychiatra więzienny miał on tuż przed wojną do czynienia z pewnym więźniem o skrajnie prawicowych poglądach. Człowiek ten, to typowy reprezentant niezadowolonej i sfrustrowanej, białej części społeczeństwa Ameryki lat 30. Doświadczony wielkim kryzysem bezrobotny i psychopata, obciążony trudnym dzieciństwem, na które złożyli się ojciec alkoholik-despota oraz niezrównoważona emocjonalnie matka. Bardzo łatwo przyswoił on sobie idee faszystowskiej partii w USA, która wszelkiego zła w kraju upatrywała w Żydach i "kolorowych". Jako jej aktywny działacz, wkrótce po jej delegalizacji trafia do więzienia. Problemu badania osobowości młodego nazisty nie ułatwia fakt, iż psychiatra jest czarnoskóry. Sesje terapeutyczne, jakie odbywaj odbywają, w krótkim czasie przekształcają się w swego rodzaju wojnę poglądów i ideologii. Bystry psychiatra bardzo szybko jest w stanie zdefiniować więźnia jako niebezpiecznego psychopatę i wskazać mu źródło jego patologicznych zachowań. Niestety, całego problemu nie rozumie kierownictwo więzienia, które wbrew negatywnej opinii psychiatry, kierując się zasadami zwolnień warunkowych (tj. odbycie określonego czasu kary, dobre sprawowanie) wypuszcza nazistę na wolność. Nie bez znaczenia jest tu fakt, że więzień na przesłuchaniu, zręcznie przedstawia negatywny stosunek lekarza do jego osoby, jako wynik osobistych uprzedzeń czarnoskórego do białego ekstremisty. Zaledwie kilka lat później zostaje on stracony za śmiertelne pobicie człowieka. Czas pokazał, że psychiatra, sprzeciwiając się uwolnieniu niebezpiecznego psychopaty miał rację, jednak dla niego samego nie jest to powód do satysfakcji. Stara się uświadomić młodemu koledze, że sukces w ich fachu to coś więcej niż tylko postawienie właściwej diagnozy i prawidłowo przeprowadzona terapia.  

## Obsada aktorska
- Sidney Poitier – stary psychiatra
- Bobby Darin – pacjent-nazista
- Peter Falk – młody psychiatra
- Carl Benton Reid – ordynator oddziału medycznego więzienia
- Mary Munday – dziewczyna w barze
- Barry Gordon – nazista jako chłopiec
- Howard Caine – właściciel baru
- Gilbert Green – ojciec żydowskiej dziewczyny
- Anne Barton – matka nazisty
- James Anderson – ojciec nazisty
- Richard Bakalyan – Jimmy
- Lynn Loring – żydowska dziewczyna
- Yvette Vickers – pijana kobieta
- Frank Maxwell – mówca na spotkaniu nazistów

i inni. 

## O filmie
Granice wytrzymałości był kolejnym filmem Huberta Cornfielda utrzymanym w konwencji kina kryminalno-dramatycznego. Okazał się być finansową klapą. Przy budżecie wysokości 1 miliona dolarów, przyniósł niewiele ponad 600 tysięcy zysku z projekcji w kinach, co było bolesne zwłaszcza dla odtwórców głównych ról męskich – Poitiera i Darina – którzy w kontraktach mieli zagwarantowany udział w zyskach. 
Po swojej oficjalnej premierze we wrześniu 1962 film zyskał skrajnie mieszane recenzje krytyków. The New York Times "narzekał" na zawężenie wielkich wydarzeń historycznych o których mówi film do ciasnych ram dialogu dwóch aktorów, czego przyczyną miała być rzekoma fascynacja reżysera telewizją. Z kolei w Variety w serii entuzjastycznych recenzji filmu widziano go jako pewnego nominata do nagród Oscara. Ostatecznie film uzyskał jedną nominację do nagrody Złotego Globu w kategorii "najlepszego aktora w filmie dramatycznym" dla Bobby'ego Darina.
W literackim pierwowzorze scenariusza filmu lekarz psychiatra to biały Żyd. Jednak ze względu na wymogi polityczno-społeczne Ameryki lat 60., na żądanie producenta filmu, w scenariuszu zastąpiono go Afroamerykaninem. 
Film powstał w plenerach Los Angeles między listopadem 1961 a marcem 1962.